# Nuages, Lettres à mon fils
Pour plus de détails, voir Fiche technique et Distribution.
Nuages, Lettres à mon fils est un film belge et allemand réalisé par Marion Hänsel et sorti en 2001.

## Synopsis
Fascinée par les nuages qu'elle photographie lors de ses voyages, Marion Hänsel s'en sert pour illustrer le récit de lettres adressées à son fils.

## Fiche technique
- Titre anglais : Clouds: Letters to My Son
- Titre allemand : Wolken - Briefe an meinen Sohn
- Réalisation : Marion Hänsel
- Scénario : Marion Hänsel
- Production : Man's Films, Pegasos Film
- Photographie : Pio Corradi, Didier Frateur
- Musique : Michael Galasso
- Montage : Michèle Hubinon
- Durée : 76 minutes[1]
- Dates de sortie: 
  - 17 mai 2001 (France)
  - 14 octobre 2001 (Belgique)
  - 21 février 2002 (Allemagne)

## Distribution
- Catherine Deneuve : Narratrice (version française)
- Charlotte Rampling : Narratrice (version anglaise)
- Barbara Auer : Narratrice (version allemande)
- Antje De Boeck : Narratrice (version néerlandaise)
- Carmen Maura : Narratrice (version espagnole)

## Distinctions
- Film de clôture de la Semaine de la critique au Festival de Cannes 2001